# Junction Corner
Der Junction Corner (englisch für Verbindungsecke) ist eine Landspitze im ostantarktischen Königin-Marie-Land. Er ist der Ort, wo die Eismassen des Shackleton-Schelfeises südlich von Henderson Island auf das antarktische Festland treffen.
Entdeckt und deskriptiv benannt wurde er von der Mannschaft der Westbasis der Australasiatischen Antarktisexpedition (1911–1914) unter der Leitung des australischen Polarforschers Douglas Mawson.